# پرستون سنت مری
پرستون سنت مری (به انگلیسی: Preston St Mary) یک روستا و محله مدنی در بریتانیا است که در Babergh واقع شده‌است. پرستون سنت مری ۱۷۷ نفر جمعیت دارد.